# Brain's Base
Brain's Base (有限会社ブレインズ･ベース?, Yūgen-gaisha Bureinzu Bēsu) è uno studio di animazione giapponese fondato nel luglio 1996 con sede a Mitaka in Tokyo.

## Storia
Brain's Base è stato fondato nel luglio 1996 da Jūkō Ozawa e da alcuni ex-dipendenti di Tokyo Movie Shinsha (oggi conosciuta come TMS). Le prime opere dello studio erano OAV basati sui lavori di Gō Nagai, la sua prima produzione indipendente è stato il film Kaze o mita shōnen nel 2000, e nel 2002 lo studio ha esordito in televisione con Daigunder. Tra le produzioni più rilevanti dello studio ci sono gli adattamenti animati di Baccano!, Natsume's Book of Friends e Durarara!!.
Lo studio ha sede a Mitaka in Tokyo e nel 2022 contava 62 dipendenti, con un'età media di 29 anni e mezzo.

## Produzioni

### Serie TV

#### Dal 2002 al 2009

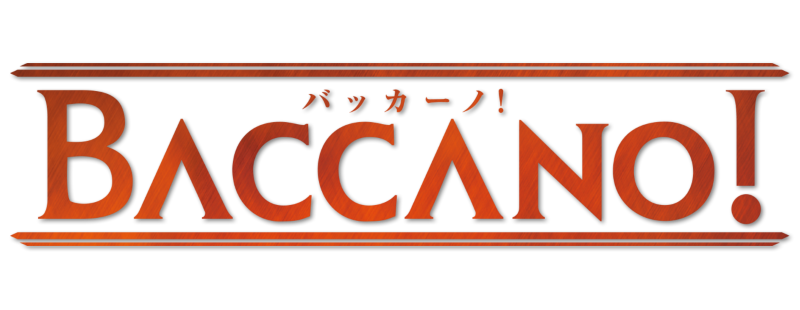
Logo dell'anime Baccano!.

| Titolo                         | Anno di produzione | Episodi | Note e fonti  |
| ------------------------------ | ------------------ | ------- | ------------- |
| Daigunder                      | 2002               | 39      | [ 4 ] [ 5 ]   |
| Pluster World                  | 2003-2004          | 52      | [ N 2 ] [ 5 ] |
| Gunparade March                | 2005-2006          | 24      | [ 5 ]         |
| Kamichu!                       | 2005               | 24      | [ 5 ]         |
| Innocent Venus                 | 2006               | 12      | [ 5 ]         |
| Kishin Taisen Gigantic Formula | 2007               | 12      | [ 5 ]         |
| Baccano!                       | 2007               | 16      | [ N 3 ] [ 5 ] |
| Kure-nai                       | 2008               | 12      | [ 5 ]         |
| Natsume's Book of Friends      | 2008               | 13      | [ 5 ]         |
| Natsume's Book of Friends 2    | 2009               | 13      | [ 5 ]         |
| Akikan!                        | 2009               | 12      | [ 5 ]         |
| Ōkami to kōshinryō II          | 2009               | 12      | [ N 4 ] [ 5 ] |

#### Dal 2010 al 2019

Logo dell'anime Durarara!!.

| Titolo                                           | Anno di produzione | Episodi | Note e fonti  |
| ------------------------------------------------ | ------------------ | ------- | ------------- |
| Durarara!!                                       | 2010               | 26      | [ N 5 ] [ 5 ] |
| Kuragehime                                       | 2010               | 11      | [ 5 ]         |
| Dororon Enma-kun Meeramera                       | 2011               | 12      | [ 5 ]         |
| Mawaru-Penguindrum                               | 2011               | 24      | [ 5 ]         |
| Natsume's Book of Friends 3                      | 2011               | 13      | [ 5 ]         |
| Kamisama Dolls                                   | 2011               | 13      | [ 5 ]         |
| Natsume's Book of Friends 4                      | 2012               | 13      | [ 5 ]         |
| Sengoku Collection                               | 2012               | 26      | [ 5 ]         |
| My Little Monster                                | 2012               | 13      | [ 5 ]         |
| Ixion Saga DT                                    | 2012-2013          | 25      | [ 5 ]         |
| Amnesia                                          | 2013               | 12      | [ 5 ]         |
| Yahari ore no seishun love kome wa machigatteiru | 2013               | 13      | [ 5 ]         |
| Blood Lad                                        | 2013               | 10      | [ 5 ]         |
| Brothers Conflict                                | 2013               | 12      | [ 5 ]         |
| D-Frag!                                          | 2014               | 12      | [ 5 ]         |
| Bokura wa minna Kawai-sō                         | 2014               | 12      | [ 5 ]         |
| Kamigami no Asobi                                | 2014               | 12      | [ 5 ]         |
| One Week Friends                                 | 2014               | 12      | [ 5 ]         |
| Kyōkai no Rinne                                  | 2015               | 25      | [ 5 ]         |
| Aoharu × Kikanjū                                 | 2015               | 12      | [ 5 ]         |
| Dance with Devils                                | 2015               | 12      | [ 5 ]         |
| Endride                                          | 2016               | 12      | [ 5 ]         |
| Kyōkai no Rinne 2                                | 2016               | 25      | [ 5 ]         |
| Cheer Boys!!                                     | 2016               | 12      | [ 5 ]         |
| Servamp                                          | 2016               | 12      | [ N 6 ] [ 5 ] |
| Watashi ga motete dōsunda                        | 2016               | 12      | [ 5 ]         |
| Anonymous Noise                                  | 2017               | 12      | [ 5 ]         |
| Kyōkai no Rinne 3                                | 2017               | 25      | [ 5 ]         |
| Gakuen babysitters                               | 2018               | 12      | [ 5 ]         |
| Gakuen Basara                                    | 2018               | 12      | [ 5 ]         |
| Grimms Notes The Animation                       | 2019               | 12      | [ 5 ]         |
| Duel Masters!!                                   | 2019-2020          | 51      | [ N 7 ] [ 5 ] |

#### Dal 2020 in poi

Logo dell'anime To Your Eternity.

| Titolo                                                            | Anno di produzione | Episodi | Note e fonti  |
| ----------------------------------------------------------------- | ------------------ | ------- | ------------- |
| In/Spectre                                                        | 2020               | 12      | [ 5 ]         |
| Duel Masters King                                                 | 2020-2021          | 47      | [ N 7 ] [ 5 ] |
| Duel Masters King!                                                | 2021-2022          | 43      | [ N 7 ] [ 5 ] |
| To Your Eternity                                                  | 2022               | 20      | [ 5 ]         |
| Duel Masters Win                                                  | 2022-2023          | 29      | [ N 7 ] [ 5 ] |
| Golden Kamuy 4                                                    | 2022-2023          | 13      | [ N 8 ] [ 5 ] |
| In/Spectre Season 2                                               | 2023               | 12      | [ 5 ]         |
| Duel Masters Win: Duel Wars                                       | 2023-2024          | 49      | [ N 7 ] [ 5 ] |
| Megumi no Daigo: Kyuukoku no Orange                               | 2023               | 23      | [ 5 ]         |
| Maou no Ore ga Dorei Elf wo Yome ni Shitanda ga, Dou Medereba Ii? | 2024               | 12      | [ 5 ]         |

### Film

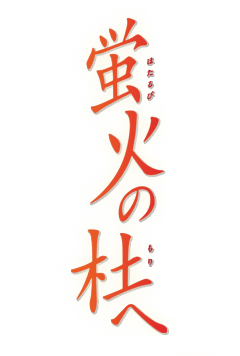
Logo dell'anime Hotarubi no mori e.

| Titolo                     | Anno di produzione | Note e fonti |
| -------------------------- | ------------------ | ------------ |
| Kaze o mita shōnen         | 2000               | [ 3 ] [ 5 ]  |
| Hotarubi no mori e         | 2011               | [ 5 ]        |
| Dance with Devils: Fortuna | 2017               | [ 5 ]        |

### OAV ed ONA

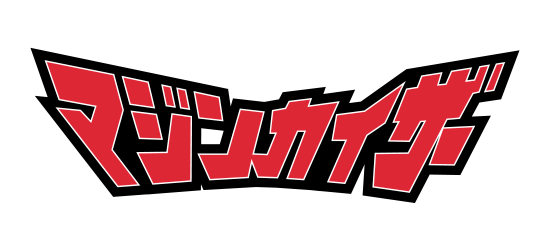
Logo dell'anime Mazinkaiser.

| Titolo                                              | Anno di produzione | Episodi | Note e fonti   |
| --------------------------------------------------- | ------------------ | ------- | -------------- |
| Getter Robot - The Last Day                         | 1998-1999          | 13      | [ N 9 ] [ 5 ]  |
| Shin Getter Robot contro Neo Getter Robot           | 2000-2001          | 4       | [ N 9 ] [ 5 ]  |
| Mazinkaiser                                         | 2001-2002          | 7       | [ 5 ]          |
| Mazinkaiser contro il Generale Nero                 | 2003               | 1       | [ 5 ]          |
| Shin Getter Robo Re:Model                           | 2004               | 13      | [ 5 ]          |
| Super Robot Wars Original Generation: The Animation | 2005               | 3       | [ 5 ]          |
| Kikōshi Enma                                        | 2006-2007          | 4       | [ 5 ]          |
| Kimi ga Nozomu Eien: Next Season                    | 2007-2008          | 4       | [ 5 ]          |
| Denpa teki na Kanojo                                | 2009               | 2       | [ 5 ]          |
| Kure-nai (OAV)                                      | 2010               | 2       | [ 7 ] [ 8 ]    |
| Kenichi                                             | 2012-2014          | 11      | [ 5 ]          |
| My Little Monster (OAV)                             | 2013               | 1       | [ 9 ]          |
| Amnesia (OAV)                                       | 2013               | 1       | [ 10 ]         |
| Blood Lad (OAV)                                     | 2013               | 1       | [ 11 ]         |
| Assassination Classroom                             | 2013               | 1       | [ 5 ]          |
| Natsume's Book of Friends (OAV)                     | 2013               | 1       | [ 12 ]         |
| Chō Jikū Robo Meguru                                | 2014               | 1       | [ N 10 ] [ 5 ] |
| Natsume Yūjin-chō: Itsuka yuki no hi ni             | 2014               | 1       | [ 5 ]          |
| Ane Log                                             | 2014-2015          | 3       | [ 5 ]          |
| D-Frag! (OAV)                                       | 2014               | 1       | [ 13 ]         |
| Bokura wa minna Kawai-sō: Hajimete no               | 2015               | 1       | [ 14 ]         |
| Cheer Boys!! (OAV)                                  | 2016               | 2       | [ 15 ]         |